# Belice en los Juegos Olímpicos de Los Ángeles 1984
Belice estuvo representado en los Juegos Olímpicos de Los Ángeles 1984 por un total de 11 deportistas masculinos que compitieron en 3 deportes.
El portador de la bandera en la ceremonia de apertura fue el ciclista Lindford Gillitt. El equipo olímpico beliceño no obtuvo ninguna medalla en estos Juegos.